# 傅清
傅清（穆麟德轉寫：fucing，？—1750年），又作富清，富察氏，滿洲鑲黃旗人。清朝軍事將領，追封一等伯。李荣保次子，一等忠勇公傅恆、孝賢純皇后之亲兄。

## 生平
傅清於雍正元年（1723年）授藍翎侍衛。雍正五年（1727年），升三等侍衛。雍正十二年（1734年），任鑾儀衛雲麾使。乾隆元年（1736年），升任鑾儀衛鑾儀使。二年，正黄旗满洲副都统。五年（1740年），出任直隸天津鎮總兵。八年（1743年），兼管長蘆鹽政。九年（1744年），代索拜任駐藏副都統。十三年（1748年），復任天津鎮總兵。同年，升直隸古北口提督。乾隆十四年（1749年），調任陝西固原提督。同年，西藏珠爾默特那木札勒為亂，乾隆帝派傅清與拉布敦為駐藏大臣，前往平亂。乾隆十五年（1750年），绥远城将军將珠爾默特那木札勒誘至通司岡駐藏大臣署，傅清遂揮刀將其斬首。珠爾默特那木札勒的餘黨羅卜藏札什率眾向傅清、拉布敦發起攻擊，傅清身負重傷，自知不能幸免，便自刎而死。拉布敦也死於樓下。傅清死後追封為一等伯，諡襄烈，入贤良祠、昭忠祠。其子孫以一等子世襲。《钦定八旗通志：大臣传八》卷142、《清史稿·列传九十九》有传。乾隆帝作《双忠诗》。为纪念殉难的傅清与拉布敦 (清朝)，在驻藏大臣行署修建了双忠祠，福康安作《重修双忠祠碑记》（载盛昱、楊鍾羲《八旗文経》）。进士錢大昕代国史馆 (清朝)作《都统赠一等伯傅公传》（载錢大昕《潛研堂文集》卷37）。

## 家庭
- 曾祖父：哈什屯，官至内大臣兼佐領，封爵一等男，諡恪僖。
- 曾祖母：覺羅氏。
- 祖父：米思翰，官至戶部尚書，諡敏果。
- 祖母：穆奇覺羅氏。
- 父：李榮保，官至察哈尔总管、追封一等公。
- 母：覺羅氏。

### 兄弟姊妹
有一兄七弟、二姊妹。
- 廣成，官至正黃旗蒙古都統，諡溫勤。
- 傅文，官至散秩大臣，封爵一等承恩公。
- 傅寬。
- 傅玉，官至內大臣。
- 傅寧。
- 傅謙。
- 傅新。
- 傅恆，官至保和殿大学士、軍機大臣，封爵一等忠勇公，諡文忠。
- 姊妹一：孝賢純皇后。
- 姊妹二：嫁吉林將軍宗室薩喇善。

### 妻室子女
- 妻：宗室氏，宗室弘晟之女，誠隱郡王允祉孫女。
- 長子：明仁（？年—1775年），襲爵一等子，官至一等侍衛，卒赠副都统衔。娶宗室氏，宗室謨雲之女，康簡親王巴爾圖孫女。
- 次子：明義（約1740年—約1800年），官侍衛。娶宗室氏，貝勒斐蘇之女，貝子明韶之姊妹，僖敏貝勒海善曾孫女。
- 女一：嫁奉恩辅国公盛昌，貝子彰泰玄孫。[6]。
- 女二：嫁宗室成本，宗室儒富之子，阿拜玄孫。[7]。
- 女三：嫁宗室宗潢，宗室希普素之子，貝子彰泰玄孫。

## 延伸阅读
[在维基数据编辑]
 《清史稿·卷320》
 《清史稿/卷312》，出自趙爾巽《清史稿》